# Arasszári
Az arasszári (Pteroglossus) a madarak (Aves) osztályának harkályalakúak (Piciformes) rendjébe, ezen belül a tukánfélék (Ramphastidae) családjába tartozó nem.

## Tudnivalók
Az arasszárik közepes méretű tukánok, melyeknek igen színes tollazatuk, valamint óriási méretű, mintázott csőrük van. Közép- és Dél-Amerika erdőinek és ligeteinek lakói. Más tukánoktól eltérően, egyes arasszárifajok családközösségekben élnek; akár hat felnőtt is a korábbi év fiókáival együtt alszanak egy faodúban. Alvás közben farktollaikat a hátukra borítják. A lombkoronák lakói. Egy-egy fészekalj, akár 2-4 fehér tojásból állhat. Az Austrophilopterus flavirostris nevű tetű az egyik legfőbb élősködőjük; talán csak a zöld arasszárit nem érinti (Price & Weckstein 2005).

## Rendszerezés
A nembe az alábbi 14 faj tartozik:
- feketenyakú arasszári (Pteroglossus aracari) (Linnaeus, 1758)
- Pteroglossus azara (Vieillot, 1819)
- sáfránytukán (Pteroglossus bailloni) (Vieillot, 1819)
- bodrosfejű arasszári (Pteroglossus beauharnaesii) Wagler, 1832
- vörösnyakú arasszári (Pteroglossus bitorquatus) Vigors, 1826
- barnafülű arasszári (Pteroglossus castanotis) Gould, 1834
- vörösfarkú arasszári (Pteroglossus erythropygius) Gould, 1843
- tüzescsőrű arasszári (Pteroglossus frantzii) Cabanis, 1861
- betűmintás arasszári (Pteroglossus inscriptus) Swainson, 1822
- Pteroglossus mariae Gould, 1854
- soköves arasszári (Pteroglossus pluricinctus) Gould, 1835
- Pteroglossus sanguineus Gould, 1854
- fűrészescsőrű arasszári (Pteroglossus torquatus) (Gmelin, 1788)
- zöld arasszári (Pteroglossus viridis) Linnaeus, 1766

Korábban ebbe a madárnembe 15 másik tukánfaj is tartozott, azonban azokat a taxonokat más nemekbe helyezték át. A sáfránytukán, korábban a monotipikus Baillonius nembe tartozott, Baillonius bailloni név alatt, azonban 2004-ben Kimura és társai bebizonyították, hogy valójában egy arasszárifaj. A Pteroglossus mariae-t pedig a Pteroglossus azara alfajának vélték.

### Fordítás
- Ez a szócikk részben vagy egészben  az   Aracari című angol Wikipédia-szócikk ezen változatának fordításán alapul.  Az eredeti cikk szerkesztőit annak laptörténete sorolja fel. Ez a jelzés csupán a megfogalmazás eredetét és a szerzői jogokat jelzi, nem szolgál a cikkben szereplő információk forrásmegjelöléseként.